# Universidad de Los Andes Fútbol Club
Maillots
Le Universidad de Los Andes Fútbol Club est un club de football vénézuélien basé à Mérida.

## Palmarès
- Championnat de Venezuela (2)
  - Vainqueur : 1983, 1991

- Coupe du Venezuela (1)
  - Vainqueur : 1996
  - Finaliste : 1978